# Пулитцеровская премия за национальный репортаж
Пулитцеровская премия за национальный репортаж (англ. Pulitzer Prize for National Reporting) — номинация Пулитцеровской премии, учреждённая в 1948 году для награждения выдающихся работ в области национальной журналистики. Её предшественником являлась премия «За лучший телеграфный репортаж (национальная)», которую присуждали в 1942—1947 годах.

За выдающийся пример национальных событий в ежедневных, еженедельных или воскресных газетах Соединённых Штатов.Оригинальный текст (англ.)For a distinguished example on national affairs in a United States newspaper, published daily, Sunday or at least once a week.

## История
В первые годы существования Пулитцеровской премии локальных, национальных и международных корреспондентов объединяли в одну категорию «За репортаж». Но фактически награда была ориентирована на национальную тематику. Путаница из-за нечёткой структуры распределения материалов по номинациям привела к изменению структуры премии в годы Второй мировой войны. В 1942 году были созданы национальная и международная премии «За лучший телеграфный репортаж». В 1948 году их заменили аналогичными номинациями «За национальный репортаж» и «За международный репортаж». В новую национальную рубрику вошли не только репортажи с места событий, но также статьи, расследования, корреспонденция, заметки и другое. Основными темами журналистов являлись преступность и коррупция.

## Лауреаты
| Год  | Издание                 | Лауреат            | Комментарий                                               |
| ---- | ----------------------- | ------------------ | --------------------------------------------------------- |
| 1942 | New York Times          | Луи Старк          | За репортажи о трудовых буднях рабочих в течение года.    |
| 1943 | —                       | —                  | —                                                         |
| 1944 | The Baltimore Sun       | Дьюи Л. Флеминг    | За выдающуюся работу в течение 1943 года                  |
| 1945 | The New York Times      | Джеймс Рестон      | За статьи о конференции по безопасности в Дамбартон-Оукс. |
| 1946 | St. Louis Post-Dispatch | Эдвард А. Харрис   | За статьи, связанные с Tidewater Oil Company              |
| 1947 | The Washington Post     | Эдвард Т. Фоллиард | За серию статей 1946 года                                 |

| Год  | Издание                                                     | Лауреат                                                                                                  | Комментарий |
| ---- | ----------------------------------------------------------- | --- | --- |
| 1948 | New York Herald Tribune                                     | Берт Эндрюс                                                                                              | За статьи о работе Государственного департамента |
| 1948 | Minneapolis Tribune                                         | Нэт С. Финней                                                                                            | За расследование в отношении администрации президента Гарри Трумэна |
| 1949 | New York Times                                              | С. П. Трасселл                                                                                           | За постоянное качество освещения национальных проблем |
| 1950 | Seattle Times                                               | Эдвин О. Гутман                                                                                          | За расследование о профессоре Мелвине Рэйдере, посещавшем секретную коммунистическую школу |
| 1951 | —                                                           | — | — |
| 1952 | New York Times                                              | Энтони Левьеро                                                                                           | За статью о разговорах между президентом Гарри Трумэном и генералом Дугласом Макартуром на острове Уэйк в октябре 1950 года |
| 1953 | Associated Press                                            | Дон Уайтхед                                                                                              | За статью «Великий обман», посвящённую системе мер безопасности во время визита Дуайта Эйзенхауэра в Корею. |
| 1954 | Washington Daily News                                       | Ричард Л. Уилсон                                                                                         | За публикацию отчёта ФБР по делу Гарри Уайта |
| 1955 | Des Moines Register                                         | Энтони Льюис                                                                                             | За публикации, способствовавшие освобождению военного Авраама Хасанова, подозреваемого в связях с коммунистическим движением |
| 1956 | Chattanooga Times                                           | Чарльз Л. Бартлетт                                                                                       | За расследования, которые привели к отставке секретаря Военно-морских сил Гарольда Э. Тэлботта. |
| 1957 | New York Times                                              | Джеймс Рестон                                                                                            | За выдающуюся национальную корреспонденцию, в частности, анализ влияния болезни президента Эйзенхауэра на функционирование исполнительной власти. |
| 1958 | Des Moines Register                                         | Кларк Молленхофф                                                                                         | За расследование трудового рэкета |
| 1958 | Associated Press                                            | Релман Морин                                                                                             | За интервью с очевидцем насилия в Центральной средней школе в Литл-Роке в 1957 году |
| 1959 | Miami News                                                  | Говард Ван Смит                                                                                          | За серию статей о плачевных условиях в трудовом лагере мигрантов во Флориде |
| 1960 | Scripps-Howard Newspaper Alliance                           | Вэнс Тримбл                                                                                              | За серию статей о кумовстве в Конгрессе Соединённых Штатов |
| 1961 | Wall Street Journal                                         | Эдвард Р. Кони                                                                                           | За статью об отрасли деревообрабатывающей промышленности, которая привлекла внимание общественности к проблемам деловой этики |
| 1962 | Nashville Tennessean                                        | Натан Дж. Колдуэлл, Джин С. Грэм                                                                         | За расследование о профсоюзе «Объединение шахтеров» |
| 1963 | New York Times                                              | Энтони Льюис                                                                                             | За статьи о работе Верховного суда США |
| 1964 | United Press International                                  | Мерриман Смит                                                                                            | За освещение убийства президента Джона Кеннеди |
| 1965 | Wall Street Journal                                         | Луис М. Кольмайер (младший)                                                                              | За материалы о состоянии президента Линдона Джонсона и его семьи |
| 1966 | Washington Evening Star                                     | Хейнс Джонсон                                                                                            | За освещение кризиса гражданских прав в Сельме |
| 1967 | Wall Street Journal                                         | Стэнли Пенн, Монро Кармин                                                                                | За расследования об американской преступности и игорном бизнесе на Багамах |
| 1968 | Des Moines Register                                         | Натан К. (Ник) Коц                                                                                       | За статьи об антисанитарных условиях на многих мясокомбинатах страны |
| 1968 | Christian Science Monitor                                   | Говард Джеймс                                                                                            | За серию статей «Кризис в судах» |
| 1969 | Christian Science Monitor                                   | Роберт Кан                                                                                               | За исследование о сохранении национальных парков США |
| 1970 | Chicago Daily News                                          | Уильям Дж. Итон                                                                                          | За расследование о судье Клименте Ф. Хейнсворте (младшем) |
| 1971 | United Press International                                  | Люсинда Фрэнкс, Томас Пауэрс                                                                             | За документальный фильм «Создание террориста» о революционерке Диане Отон |
| 1972 | United Feature Syndicate                                    | Джек Андерсон                                                                                            | За расследование американской политики принятия решений во время Индо-пакистанской войны 1971 года |
| 1973 | Knight Newspapers                                           | Роберт Бойд, Кларк Хойт                                                                                  | За расследование о психиатрической терапии сенатора Томаса Иглтона |
| 1974 | Providence Journal, Evening Bulletin                        | Джек Уайт                                                                                                | За инициативу по раскрытию информации о федеральных подоходных налогах президента Ричарда Никсона в 1970 и 1971 годах |
| 1974 | Washington Star-News                                        | Джеймс Р. Полк                                                                                           | За расследование о предполагаемых финансовых нарушениях во время кампании по переизбранию президента Никсона в 1972 году |
| 1975 | The Philadelphia Inquirer                                   | Дональд Л. Барлетт, Джеймс Б. Стил                                                                       | За серию «Аудит Службы внутренних доходов» |
| 1976 | Des Moines Register                                         | Джеймс В. Риссер                                                                                         | За расследование о коррупции в американской экспортной торговле зерном |
| 1977 | Associated Press                                            | Уолтер Мирс                                                                                              | За освещение президентской кампании 1976 года |
| 1978 | Los Angeles Times                                           | Гейлорд Д. Шоу                                                                                           | За серию о небезопасных структурных условиях на главных плотинах страны |
| 1979 | Des Moines Register                                         | Джеймс В. Риссер                                                                                         | За серию статей об ущербе окружающей среде, наносимом сельским хозяйством |
| 1980 | St. Petersburg Times                                        | Бетт Свенсон Орсини, Чарльз Стаффорд                                                                     | За исследование Церкви Саентологии |
| 1981 | New York Times                                              | Джон М. Крюдсон                                                                                          | За статьи о нелегальных иностранцах и иммиграции |
| 1982 | Kansas City Times                                           | Рик Аткинсон                                                                                             | За качество репортажей и историй национального значения |
| 1983 | Boston Globe                                                | сотрудники Boston Globe                                                                                  | За доклад о гонке ядерных вооружений |
| 1984 | New York Times                                              | Джон Нобл Уилфорд                                                                                        | За статьи научной тематики национального значения |
| 1985 | Des Moines Register                                         | Томас Дж. Кнудсон                                                                                        | За серию статей об опасности профессии фермера |
| 1986 | Dallas Morning News                                         | Крейг Флурной, Джордж Родриг                                                                             | За оценку субсидируемого жилья в Восточном Техасе и выявление расовой дискриминации и сегрегации в жилищной сфере |
| 1986 | Philadelphia Inquirer                                       | Артур Хоу                                                                                                | За сообщения о несовершенстве системы обработки налоговых деклараций в Налоговом управлении США |
| 1987 | Miami Herald                                                | сотрудники The Miami Herald                                                                              | За постоянное освещение Иран-контрас |
| 1987 | New York Times                                              | сотрудники The New York Times                                                                            | За освещения последствий взрыва «Челленджер» |
| 1988 | Philadelphia Inquirer                                       | Тим Вейнер                                                                                               | За серию отчётов о секретном бюджете Пентагона, используемом правительством для финансирования оборонных исследований и наращивания вооружений |
| 1989 | Philadelphia Inquirer                                       | Дональд Л. Барлетт, Джеймс Б. Стил                                                                       | За расследование положений в Законе о налоговой реформе 1986 года, вызвавшей широкое общественное недовольство и отмену Конгрессом поправок о льготах для ряда политически связанных лиц и предприятий                                                                                  |
| 1990 | Seattle Times                                               | Росс Андерсон, Билл Дитрих, Мэри Энн Гвинн, Эрик Налдер                                                  | За освещение разлива нефти Exxon Valdez и его последствий |
| 1991 | Gannett News Service                                        | Марджи Лундстрем, Рошель Шарп                                                                            | За сообщения о количестве смертей, связанных с жестоким обращением с детьми, которые ежегодно остаются нераскрытыми из-за ошибок медицинских экспертов |
| 1992 | Kansas City Star                                            | Джефф Тейлор, Майк Макгроу                                                                               | За оценку работы Министерства сельского хозяйства США |
| 1993 | Washington Post                                             | Дэвид Маранисс                                                                                           | За его разоблачающие статьи о жизни и политической репутации кандидата в президенты Билла Клинтона |
| 1994 | Albuquerque Tribune                                         | Эйлин Уэлсом                                                                                             | За статьи об американцах, которых по незнанию использовали в правительственных экспериментах с радиацией |
| 1995 | Wall Street Journal                                         | Тони Хорвиц                                                                                              | За истории об условиях труда низкооплачиваемых работников |
| 1996 | Wall Street Journal                                         | Аликс М. Фридман                                                                                         | За освещение табачной промышленности, в частности, доклад об усилении активности никотина аммиачными добавками |
| 1997 | Wall Street Journal                                         | сотрудники The Wall Street Journal                                                                       | За освещение мер по борьбе со СПИДом |
| 1998 | Dayton Daily News                                           | Рассел Каролло, Джефф Несмит                                                                             | За сообщения о недостатках в системе военного здравоохранения |
| 1999 | New York Times                                              | сотрудники The New York Times                                                                            | За серию статей, о перепродажах американских технологий в Китай, одобренные правительством США, несмотря на риски для национальной безопасности |
| 2000 | Wall Street Journal                                         | сотрудники The Wall Street Journal                                                                       | За расследования о системе расходов на оборону и наращивание военного потенциала |
| 2001 | New York Times                                              | сотрудники The New York Times                                                                            | За статьи на тему межрасовых взаимоотношений в стране |
| 2002 | Washington Post                                             | сотрудники The Washington Post                                                                           | За освещение американской войны с терроризмом и квалифицированный анализ событий |
| 2003 | Los Angeles Times                                           | Алан Миллер, Кевин Сэк                                                                                   | За статью о военном самолёте «Создатель вдов» и гибели 45 пилотов |
| 2004 | Los Angeles Times                                           | Нэнси Клиленд, Эвелин Иритани, Эбигейл Голдман, Тайлер Маршалл, Рик Уэрцман, Джон Корриган               | За всестороннее изучение маркетинговой стратегии Wal-Mart и развития компании |
| 2005 | New York Times                                              | Уолт Богданич                                                                                            | За расследования о сокрытии ответственности за несчастные случаи со смертельным исходом на железнодорожных переездах |
| 2006 | New York Times                                              | Джеймс Рисен, Эрик Лихтблау                                                                              | За расследования о системе тайного прослушивания внутри страны, которые спровоцировали общенациональные дебаты о границе между борьбой с терроризмом и защитой гражданской свободы |
| 2006 | San Diego Union-Tribune, Copley News                        | сотрудники The San Diego Union-Tribune и Copley News с отдельным вкладом Маркуса Стерна и Джерри Каммера | За расследование взяточничества члена палаты представителей Рэнди Каннингема |
| 2007 | Boston Globe                                                | Чарли Сэвидж                                                                                             | За раскрытие неправомерного использования «Заявления при подписании» президентом Джорджем Бушем для обхода положений новых законов. |
| 2008 | Washington Post                                             | Джо Беккер, Бартон Геллман                                                                               | За расследование в отношении вице-президента Дика Чейни |
| 2009 | St. Petersburg Times                                        | сотрудники St. Petersburg Times                                                                          | За инициативу «PolitiFact» по проверке фактов во время президентской кампании 2008 года |
| 2010 | New York Times                                              | Мэтт Рихтел и сотрудники The New York Times                                                              | За исследование об опасности использования сотовых телефонов, компьютеров и других устройств при управлении легковыми и грузовыми автомобилями |
| 2011 | ProPublica                                                  | Джесси Эйзингер, Джейк Бернштейн                                                                         | За расследование о сомнительных практиках экономистов Уолл-стрит, которые способствовали экономическому кризису в стране |
| 2012 | Huffington Post                                             | Дэвид Вуд                                                                                                | За статьи о физических и эмоциональных проблемах, с которыми сталкиваются американские солдаты, тяжело раненные в Ираке и Афганистане |
| 2013 | InsideClimate News                                          | Лиза Сонг, Элизабет Макгоуэн, Дэвид Хасемайер                                                            | За отчёты об ошибочном регулировании нефтепроводов страны, акцентировавшие внимание на потенциальной экологической опасности от использования разбавленного битума |
| 2014 | The Gazette                                                 | Дэвид Филипс                                                                                             | За привлечение внимания общественности к несоответствующему обращению с ветеранами боевых действий |
| 2015 | Washington Post                                             | Кэрол Д. Леонниг                                                                                         | За освещение деятельности Секретной службы |
| 2016 | Washington Post                                             | сотрудники The Washington Post                                                                           | За свою инициативу в создании национальной базы данных о случаях применения оружия полицейскими |
| 2017 | Washington Post                                             | Дэвид Фарентхолд                                                                                         | За репортажи, которые создали модель прозрачной журналистики в освещении политических кампаний, в то же время поставившие под сомнение утверждения Дональда Трампа о щедрости к благотворительным организациям                                                                          |
| 2018 | New York Times                                              | сотрудники New York Times                                                                                | За репортаж, раскрывавший вмешательство России в президентские выборы 2016 года |
| 2019 | The Wall Street Journal                                     | сотрудники The Wall Street Journal                                                                       | За расследование о выплатах президента Дональда Трампа двум женщинам, заявившим о романтической связи с ним |
| 2020 | The Seattle Times                                           | Доминик Гейтс, Стив Милетич, Майк Бейкер и Льюис Кэмб                                                    | За новаторские статьи, вскрывающие недостатки конструкции Boeing 737 MAX, которые привели к двум смертельным катастрофам, а также раскрывающие недостатки государственного надзора. |
| 2020 | ProPublica                                                  | Т. Кристиан Миллер, Меган Роуз и Роберт Фортехи                                                          | За расследование деятельности седьмого флота США после серии смертоносных военно-морских катастроф в Тихом океане. |
| 2021 | The Marshall Project, AL.com, IndyStar, Invisible Institute | Штат The Marshall Project, AL.com, IndyStar, Invisible Institute                                         | За продолжавшееся год расследование деятельности подразделений кинологической службы и ущерба, который полицейские собаки наносят американцам, включая невинных граждан и сотрудников полиции, что повлекло за собой многочисленные реформы по всему штату.                             |
| 2022 | New York Times                                              | сотрудники New York Times                                                                                | За амбициозный проект, в рамках которого была дана количественная оценка тревожной закономерности полицейских остановок автомобилей со смертельным исходом, а также показано, как можно было избежать сотен смертей и как сотрудники полиции обычно избегали наказания.                 |
| 2023 | Washington Post                                             | Кэролайн Китченер                                                                                        | За бесстрашные репортажи, отразившие сложные последствия жизни после дела «Роу против Уэйда», включая историю техасской девушки, которая родила близнецов после того, как из-за новых ограничений ей запретили делать аборт.                                                            |
| 2024 | Рейтер                                                      | Штат Рейтер                                                                                              | За серию поучительных историй об ответственности, посвященных автомобильному и аэрокосмическому бизнесу Илона Маска, историй, которые продемонстрировали поразительную широту и глубину и спровоцировали официальные проверки деятельности его компаний в Европе и Соединенных Штатах.  |
| 2024 | Washington Post                                             | сотрудники The Washington Post                                                                           | За отрезвляющий анализ полуавтоматической винтовки AR-15, заставивший читателей задуматься об ужасах, которые приносит это оружие, часто используемое для массовых расстрелов в Америке. (Лауреат перенесен из категории «Служение обществу», куда он также было внесен и номинирован). |
| 2025 | The Wall Street Journal                                     | сотрудники The Wall Street Journal                                                                       | За хронологию политических и личных перемен в жизни самого богатого человека в мире — Илона Маска, включая его поворот к консервативной политике, употребление им легальных и нелегальных наркотиков, а так же закрытые переговоры с президентом России Владимиром Путиным.             |